# Funtores plenos e fiéis
Na teoria de categorias, um funtor fiel (respectivamente um funtor pleno ou cheio) é um funtor que é injetivo (respectivamente sobrejetivo) quando restrito a cada conjunto de morfismos contendo origem e destino fixados.

## Definições formais
Explicitamente, sejam C e D categorias (localmente pequenas) e seja F : C → D um funtor de C em D. O funtor F induz uma função
{\displaystyle F_{X,Y}\colon \mathrm {Hom} _{\mathcal {C}}(X,Y)\rightarrow \mathrm {Hom} _{\mathcal {D}}(F(X),F(Y))}
para cada par de objetos X e Y em C. O funtor F é dito
- fiel se FX,Y é injetiva[1][2]
- pleno ou cheio se FX,Y é sobrejetiva[2][3]
- plenamente fiel (= pleno e fiel) se FX,Y é bijetiva

para cada X e Y em C.

## Propriedades
Um funtor fiel não precisa ser injetivo nos objetos nem nos morfismos. Isto é, dois objetos X e X′ podem ser levados a um mesmo objeto em D (é por isso que a imagem de um funtor pleno e fiel não é necessariamente isomorfa a C), e dois morfismos f : X → Y e f′ : X′ → Y′ (com domínios/codomínios distintos) podem ser levados em um mesmo morfismo em D. Da mesma maneira,  um funtor pleno não precisa ser sobrejetivo nos objetos nem nos morfismos. Pode haver objetos em D que não são da forma FX para nenhum X em C. Morfismos entre tais objetos certamente não são obtidos de morfismos em C.
Um funtor plenamente fiel é necessariamente injetivo sobre objetos a menos de isomorfismo. Em outras palavras, se F : C → D é um funtor plenamente fiel e {\displaystyle F(X)\cong F(Y)} então {\displaystyle X\cong Y}.

## Exemplos
- O funtor esquecimento U : Grp → Set é fiel uma vez que cada dois homomorfismos de grupo com os mesmos domínios e contradomínios são iguais se eles forem definidos pela mesma função nos conjuntos subjacentes. Esse funtor não é cheio pois existem funções entre grupos que não são homomorfismos de grupos. Uma categoria com um funtor esquecimento para Set é (por definição) uma categoria concreta; em geral, tal funtor esquecimento não é cheio.
- O funtor inclusão Ab → Grp é completamente fiel, uma ves que Ab é por definição a subcategoria completa de Grp induzida pelos grupos abelianos.